# Мартинова Раїса Юріївна
Раї́са Ю́ріївна Марти́нова (18 лютого 1950, Сталіно, УРСР — 1 січня 2025, Україна) — вчена-мовознавець, педагог, доктор педагогічних наук (2007), професор (2008), член-кореспондент НАПНУ (1997), співавторка підручників та навчальних посібників з англійської мови.

## Біографічні дані
Народилася 18 лютого 1950 року в Сталіно (Донецьку).
У 1972 році закінчила Ізмаїлський педагогічний інститут за спеціальністю «англійська мова». Працювала вчителем англійської мови в Ширяєвській середній загальноосвітній школі Одеської області (1972—1974) та в Одеській середній загальноосвітній школі № 78 (1974—1982). 
З 1982 року працювала в Південноукраїнському педагогічному університеті, у 2002—2020 рр. — завідувач кафедри західних і східних мов та методики їх навчання. 
З 1989 по 1991 — керівник науково-методичного центру «Інтенсив». З 1991 по 1993 — директор Інституту розробки та впровадження авторських методів навчання. З 1993 року — директор Інституту методів навчання іноземних мов НАПНУ. З 1994 по 2007 рік — провідний науковий співробітник Південного наукового центру АПНУ.
Померла 1 січня 2025 року.

## Наукова робота
Проводила наукові дослідження системно-комунікативного методу навчання іноземних мов; цілісної загально-дидактичної моделі змісту навчання іноземних мов; теорії та практики інтегрованого процесу навчання іноземних мов студентів ЗВО на основі компресії матеріалу. Співавторка підручників «Англійська мова» для 2-х класів, 5—11-х класів середньої школи та 1-х, 2-х класів шкіл з поглибленим вивченням іноземних мов, а також навчальних посібників для студентів.
Авторка понад 240 наукових праць, зокрема монографій  «Цілі навчання іноземних мов на сучасному етапі», «Цілісна загальнодидактична модель змісту навчання іноземних мов», «Методологічні засади презентації як виду мовленнєвої діяльності», «Теорія і практика педагогічного моделювання», монографій, присвячених засадам інтегрованого навчання професійної та іншомовної мовленнєвої діяльності студентів немовних спеціальностей, теоретичного курсу «Дидактичні засади змісту навчання іноземних мов», а також двох запатентованих винаходів. Підготувала близько 20 кандидатів наук.
Була членом спеціалізованої вченої ради із захисту кандидатських дисертацій, а також членом редакційної колегії науково-практичного журналу «Наука і освіта».

### Основні праці
За ЕСУ:
- A University course of English for students of the humanities = Университетский курс английского языка для студентов гуманитарных факультетов : учеб. пособ. в 4 кн. — 2003—2011 (у співавторстві з В. М. Плахотником, Ж. М. Лелицею, Л. В. Москалюк[17]);
- The History of Ancient Civilizations. — 2007 (у співавторстві з Л. С. Постовою (Добровольською));
- English for Social Teachers. — 2013 (співавтор);
- English Conversational Course for the Students of Humanitarian Faculties. — 2014 (у співавторстві з О. С. Романюк);
- Country Study. Great Britain =  Країнознавство «Великобританія». — 2014 (у співавторстві з О. Б. Алексєєвою);
- English scientific pedagogical writing: course book for masters of ped. Specialities. — 2015 (у співавторстві з А. В. Масловою);
- Learn to Read Instructions for Navigators. — 2016 (у співавторстві з Н. М. Пріміною) (усі — Одеса)[3].

#### Підручники
1. V. M. Plakhotnyk, R. Y. Маrtynova. English: англійська мова: підручник для 8 класу. — Київ: Освiта, 1994. — 157 с.
2. В. М. Плахотник, Р. Ю. Мартинова. Англійська мова: підручник для 5 кл. серед. школи. — 2-ге вид. — Київ: Освіта, 1995. — 288 с.
3. Р. Ю. Мартинова, В. М. Плахотник [та ін.]. Англійська мова: підруч. для 9 кл. серед. шк. — Київ: Освіта, 1996. — 192 с.
4. В. М. Плахотник, Р. Ю. Мартинова. Англійська мова: підручник для 5 кл. серед. школи. — Київ: Освіта, 1996. — 288 с.
5. В. М. Плахотник, Р. Ю. Мартинова. Англійська мова: підручник для 6 класу серед. школи. — 2-ге вид. — Київ: Освіта, 1996. — 208 с.
6. Плахотник В. М., Мартынова Р. Ю. и др. Учебник английского языка для учащихся по углублённой программе. В 4 кн. 1996—1997.
7. В. М. Плахотник, Р. Ю. Мартинова [та ін]. Англійська мова: підручник для 10 кл. серед. шк. — Київ: Освіта, 1997. — 222 с.
8. В. М. Плахотник, Р. Ю. Мартинова. Англійська мова: підручник для 7 кл. серед. шк. — 2-ге вид. — Київ: Освіта, 1997. — 208 с.
9. Р. Ю. Мартинова, В. М. Плахотник, І. Е. Сушкевич. Підручник англійської для учнів перших класів спеціалізованих шкіл: навч. посібник. — Köln: Deutz GmbH, 1997. — 217 с.
10. Мартинова, Р. Ю. Англійська мова: підруч. для 1-го кл. шкіл з поглибл. вивч. іноз. мови / Р. Ю. Мартинова, В. М. Плахотник, І. Е. Сушкевич. — Київ : Освіта, 1998. — 247 с.[18]
11. Плахотник, В. М. Англійська мова: підруч. для 7-го кл. серед. школи / В. М. Плахотник, Р. Ю. Мартинова. — 3-тє вид. — Київ : Освіта, 1998. — 208 с.
12. Плахотник, В. М. Англійська мова: підруч. для 8-го кл. серед. школи / В. М. Плахотник, Р. Ю. Мартинова. — 3-тє вид. — Київ : Освіта, 1998. — 160 с.
13. Плахотник, В. М. Англійська мова: підруч. для 9-го кл. серед. школи / В. М. Плахотник, Р. Ю. Мартинова, С. Л. Захарова. — Київ : Освіта, 1998. — 192 с.
14. Плахотник, В. М. Англійська мова: підруч. для 10-го кл. серед. школи / В. М. Плахотник, Р. Ю. Мартинова, Л. Г. Александрова. — Київ : Освіта, 1998. — 224 с.
15. Плахотник, В. М. Англійська мова: підруч. для 5-го кл. серед. школи / В. М. Плахотник, Р. Ю. Мартинова. — 4-те вид. — Київ : Освіта, 2001. — 272 с.
16. Плахотник, В. М. Англійська мова: підруч. для 6-го кл. серед. школи / В. М. Плахотник, Р. Ю. Мартинова. — 5-те вид. — Київ : Освіта, 2001. — 224 с.
17. Плахотник, В. М. Англійська мова: підруч. для 11-го кл. серед. школи / В. М. Плахотник, Р. Ю. Мартинова. — 3-тє вид. — Київ : Освіта, 2001. — 240 с.
18. Мартинова, Р. Ю. Англійська мова: підруч. для 2-го кл. серед. школи: (перший рік навчання). — Одеса : ПНЦ АПН України: СВД М. П. Черкасов, 2006. — 195 с.[19][2]

## Нагороди
- Грамоти Міністерства освіти та науки України;
- Грамоти Президії Національної академії педагогічних наук України;
- Медаль «Ушинський К. Д.» (2010)[16];
- Медаль «Григорій Сковорода» (2015)[20].